# شهرستان لوئیسا (آیووا)
شهرستان لوئیسا، آیووا (به انگلیسی: Louisa County, Iowa) شهرستانی در ایالات متحده آمریکا است که در آیووا واقع شده‌است.

## خصوصیات
شهرستان لوئیسا ۱٬۰۸۲٫۶۲ کیلومترمربع مساحت دارد.